# Стремці
Стре́мці (болг. Стремци) — село в Кирджалійській області Болгарії. Входить до складу общини Кирджалі.

## Населення
За даними перепису населення 2011 року у селі проживали 603 особи.
Національний склад населення села:
| Національність   | Кількість осіб | Відсоток |
| ---------------- | -------------- | -------- |
| турки            | 552            | 92,3%    |
| цигани           | 38             | 6,4%     |
| болгари          | 5              | 0,8%     |
| інша             | 0              | 0%       |
| не визначились   | 3              | 0,5%     |
| Всього відповіли | 598            |          |

Розподіл населення за віком у 2011 році:
Динаміка населення: